# مك (لقب)
مَكْ (الجمع مكوك)؛ مك كما وردت هي الكلمة المستخدمة قديما في السودان، وتعني «الحاكم» أو «الملك». هناك نظريات لأصولها. قد يكون تحريفًا للكلمة العربية مالك، والتي تعني «ملك»؛ قد تنحدر من اللغة المروية بمعنى «الإله»، حيث كان يعتبر الملك قديما إلهًا في العصور القديمة في السودان؛.
استُخدم لقب مك لحاكم سلطنة سنار وجميع الحكام التابعين له في ولاية سنار. تم استخدام اللقب من قبل حاكم تقلي وحاكم شندي أيضا يحمل نفس اللقب، وحاكم شندي الأخير، المك نمر، قاوم حملة محمد علي باشا على السودان في 1821-1822.